# Nhiễu xạ tia X

Nhiễu xạ tia X là hiện tượng các chùm tia X nhiễu xạ trên các mặt tinh thể của chất rắn do tính tuần hoàn của cấu trúc tinh thể tạo nên các cực đại và cực tiểu nhiễu xạ. Kỹ thuật nhiễu xạ tia X (thường viết gọn là nhiễu xạ tia X) được sử dụng để phân tích cấu trúc chất rắn, vật liệu... Xét về bản chất vật lý, nhiễu xạ tia X cũng gần giống với nhiễu xạ điện tử, sự khác nhau trong tính chất phổ nhiễu xạ là do sự khác nhau về tương tác giữa tia X với nguyên tử và sự tương tác giữa điện tử và nguyên tử.

## Nguyên lý của nhiễu xạ tia X

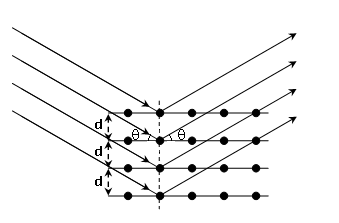
Hiện tượng các tia X nhiễu xạ trên các mặt tinh thể chất rắn, tính tuần hoàn dẫn đến việc các mặt tinh thể đóng vai trò như một cách tử nhiễu xạ

Xét một chùm tia X có bước sóng {\displaystyle \lambda } chiếu tới một tinh thể chất rắn dưới góc tới {\displaystyle \theta }. Do tinh thể có tính chất tuần hoàn, các mặt tinh thể sẽ cách nhau những khoảng đều đặn {\displaystyle d}, đóng vai trò giống như các cách tử nhiễu xạ và tạo ra hiện tượng nhiễu xạ của các tia X. Nếu ta quan sát các chùm tia tán xạ theo phương phản xạ (bằng góc tới) thì hiệu quang trình giữa các tia tán xạ trên các mặt là:
{\displaystyle \Delta L=2.d.sin\theta }
Như vậy, để có cực đại nhiễu xạ thì góc tới phải thỏa mãn điều kiện:
{\displaystyle \Delta L=2.d.sin\theta =n.\lambda }
Ở đây, {\displaystyle n} là số nguyên nhận các giá trị 1, 2,...
Đây là định luật Vulf-Bragg mô tả hiện tượng nhiễu xạ tia X trên các mặt tinh thể.
- Cường độ nhiễu xạ:

Cường độ chùm tia nhiễu xạ được cho bởi công thức:
{\displaystyle I_{\mathbf {g} }=\left|\psi _{\mathbf {g} }\right|^{2}\propto \left|F_{\mathbf {g} }\right|^{2}}
Với {\displaystyle \psi _{\mathbf {g} }} là hàm sóng của chùm nhiễu xạ, còn {\displaystyle F_{\mathbf {g} }} là thừa số cấu trúc (hay còn gọi là xác suất phản xạ tia X), được cho bởi:
{\displaystyle F_{\mathbf {g} }=\sum _{i}f_{i}e^{-2\pi i\mathbf {g} \cdot \mathbf {r} _{i}}}
ở đây, {\displaystyle \mathbf {g} } véctơ tán xạ của chùm nhiễu xạ, {\displaystyle \mathbf {r} _{i}} là vị trí của nguyên tử thứ {\displaystyle i} trong ô đơn vị, còn {\displaystyle f_{i}} là khả năng tán xạ của nguyên tử. Tổng được lấy trên toàn ô đơn vị.
- Phổ nhiễu xạ tia X:

Phổ nhiễu xạ tia X là sự phụ thuộc của cường độ nhiễu xạ vào góc nhiễu xạ (thường dùng là 2 lần góc nhiễu xạ).

## Các kỹ thuật nhiễu xạ tia X

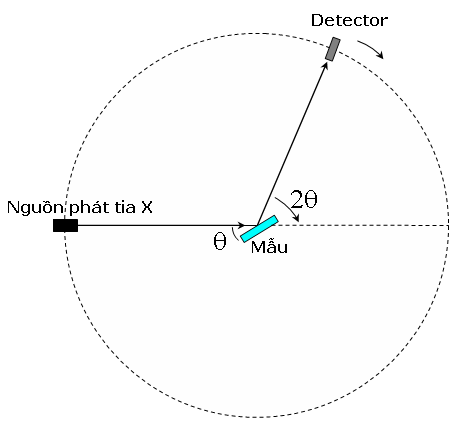
Nguyên lý phương pháp nhiễu xạ bột

- Phương pháp nhiễu xạ bột: Nguyên lý phương pháp nhiễu xạ bột

Nhiễu xạ bột (Powder X-ray diffraction) là phương pháp sử dụng với các mẫu là đa tinh thể, phương pháp được sử dụng rộng rãi nhất để xác định cấu trúc tinh thể, bằng cách sử dụng một chùm tia X song song hẹp, đơn sắc, chiếu vào mẫu. Người ta sẽ quay mẫu và quay đầu thu chùm nhiễu xạ trên đường tròn đồng tâm, ghi lại cường độ chùm tia phản xạ và ghi phổ nhiễu xạ bậc 1 (n = 1).
Phổ nhiễu xạ sẽ là sự phụ thuộc của cường độ nhiễu xạ vào 2 lần góc nhiễu xạ (2θ). Đối với các mẫu màng mỏng, cách thức thực hiện có một chút khác, người ta chiếu tia X tới dưới góc rất hẹp (để tăng chiều dài tia X tương tác với màng mỏng, giữ cố định mẫu và chỉ quay đầu thu.
Phương pháp nhiễu xạ bột cho phép xác định thành phần pha, tỷ phần pha, cấu trúc tinh thể (các tham số mạng tinh thể) và rất dễ thực hiện...
- Phương pháp Laue
- Phương pháp đơn tinh thể quay